# Cao Zhi
Cao Zhi (192. – 232.) bio je kineski pjesnik iz doba kraja dinastije Han i početka Tri kraljevstva, poznat i kao treći sin gospodara rata Cao Caoa. Njegov pjesnički stil, koji će steći veliku popularnost u doba dinastije Jin i Južnih i Sjevernih dinastija, poznat je kao jian'an.
Cao Zhi se rodio kao dijete Cao Cao i njegove druge supruge Gospe Bian. Svom starijem bratu Cao Piju je predstavljao najozbiljnijeg suparnika za nasljedstvo. Na kraju je Cao Pi godine 220. poslije očeve smrti sebe proglasio carem, osnovavši državu Cao Wei, te je Cao Thija otjerao s carskog dvora. Cao Zhi se bez uspjeha pokušao vratiti na dvor za vladavine Cao Pijevog sina Cao Ruija.